# Henri Navarre
Henri Eugène Navarre (Villefranche-de-Rouergue, 31 luglio 1898 – Parigi, 26 settembre 1983) è stato un generale e scrittore francese.

## Biografia
Combatté durante la prima guerra mondiale e quindi, dopo aver frequentato la Accademia militare di Saint-Cyr, fu ufficiale in Siria (1919-1921) ed in Marocco (1930-1934).

### Seconda guerra mondiale
Alla vigilia della seconda guerra mondiale fu nominato capo della sezione tedesca del Deuxième Bureau. Nel 1939, prima dell'entrata in guerra, architettò un piano (denominato Desperado) per l'eliminazione di Adolf Hitler con un attacco suicida di un ex membro delle Brigate internazionali. Al momento dell'invasione tedesca riparò al sud e quindi in Africa settentrionale, diventando capo del servizio informazioni del generale Maxime Weygand e, quindi, nominalmente al servizio del governo di Vichy; in verità, però, lavorò per i servizi segreti inglese e della Francia libera.
Fra i molti colpi coronati da successo che egli portò a termine in questo periodo, vi fu anche la distruzione di buona parte della 15ª divisiona corazzata tedesca, inviata in Africa settentrionale per rinforzare l'armata di Rommel. Navarre comunicò agli inglesi di Malta i movimenti tedeschi, permettendo così l'intercettazione delle navi che trasportavano le truppe.
L'ammiraglio François Darlan, capo del governo di Vichy, sospettandolo di essere al servizio del nemico e di svolgere attività antitedesche, lo richiamò a Vichy; qui Navarre entrò nella resistenza clandestina ed organizzò un servizio di spionaggio e controspionaggio, che risultò molto utile per gli Alleati. Dopo lo sbarco in Normandia, Navarre divenne comandante di un reggimento corazzato di spais marocchini, inserito nella armata del generale Jean de Lattre de Tassigny.
Fu in seguito capo di Stato maggiore del maresciallo Alphonse Juin, comandante supremo delle forze alleate nel settore centro-europeo.

### Indocina
Fu il settimo comandante del Corpo di spedizione francese in Estremo Oriente durante la prima guerra d'Indocina. Navarre aveva il comando generale al momento della sconfitta decisiva dell'esercito francese nella battaglia di Dien Bien Phu.
Nel maggio del 1953 Navarre sostituì Raoul Salan come comandante delle forze francesi in Indocina, durante la guerra contro il Viet Minh che stava volgendo al peggio per i francesi. Navarre venne incaricato di portare la guerra ad una fine onorevole. Rapidamente Navarre cambiò la strategia dell'esercito francese da difensiva ad offensiva.
Creò delle forze di attacco e inviò numerose truppe a Điện Biên Phủ, con lo scopo di stabilire un'importante via di trasporto ed anche trascinare il Viet Mihn in una battaglia campale nella quale le forze francesi avrebbero, nelle previsioni, avuto una completa superiorità sia nell'aviazione che nell'artiglieria.
I francesi sottostimarono le capacità del Viet Minh, che domò le forze nemiche con un pesante fuoco d'artiglieria ottenendo la vittoria decisiva per la conclusione della prima guerra d'Indocina.
Navarre si ritirò nel 1956. Lo stesso anno pubblicò Agonie de l'Indochine, un libro nel quale incolpa la natura del sistema politico, gli intellettuali, politici, giornalisti e comunisti francesi della sconfitta indocinese. Il libro avverte della possibile necessità di un colpo di Stato da parte dell'esercito per rimpiazzare la quarta repubblica francese.
Morì a Parigi nel 1983.

## Opere
Navarre è autore di alcune opere di carattere storico e memorialistico, che riguardano sia la sua esperienza nei servizi segreti durante la seconda guerra mondiale che quella in Indocina:
- Agonie de l'Indochine (1953-1954), edizioni Plon, 1956,
- Le Service de Renseignements (1871-1944), edizioni Plon, 1978, ISBN 2-259-00416-4 (scritto con alcuni ex-colleghi del Deuxième Bureau)
- Le Temps des Vérités (1940-1954), edizioni Plon, 1979, ISBN 978-2259004428